# Hydraena vietnamensis
Hydraena vietnamensis är en skalbaggsart som först beskrevs av Emile Janssens 1972.  Hydraena vietnamensis ingår i släktet Hydraena och familjen vattenbrynsbaggar. Inga underarter finns listade i Catalogue of Life.